# George Cholmondeley, IV marchese di Cholmondeley
George Henry Hugh Cholmondeley, IV marchese di Cholmondeley (Kirtlington, 3 luglio 1858 – 16 marzo 1923), è stato un nobile inglese.

## Biografia
Nato a Kirtlington Park, nell'Oxfordshire, George Cholmondeley era figlio di George Cholmondeley, visconte Malpas, e di sua moglie, Susan Caroline Dashwood. Era un diretto discendente di sir Robert Walpole.
Nel 1884 Cholmondeley successe al nonno come marchese di Cholmondeley, conte di Rockford, visconte Malpas, barone Newburgh e barone Newborough.
Era un tenente al servizio del Cheshire Yeomanry. In seguito, ha ricoperto la carica di vice luogotenente del Norfolk.
La carica di Lord gran ciambellano è un'eredità della famiglia Cholmondeley. Questo onore ereditario entrò nella famiglia Cholmondeley attraverso il matrimonio del primo marchese di Cholmondeley con Lady Georgiana Charlotte Bertie, figlia di Peregrine Bertie, III duca di Ancaster e Kesteven. In seguito il secondo, quarto, quinto, sesto e settimo marchese hanno tutti tenuto questa carica.
Cholmondeley è stato nominato alla carica nel settembre 1901, dopo l'ascesa di Edoardo VII. Ha ricoperto la carica fino alla morte del re, nel 1910. Divenne un consigliere privato, il 24 luglio 1901.
Il 20 febbraio 1923, il cavallo di Cholmondeley inciampò in una radice di un albero facendolo cadere. Egli si ruppe una coscia e altre lesioni, ma sembrava fare progressi. Morì improvvisamente tre settimane dopo a soli 39 anni; la sua morte è stata attribuita a insufficienza cardiaca.

## Matrimonio e figli
Sposò, il 16 luglio 1879 a Londra, Winifred Ida Kingscote (24 aprile 1862-25 ottobre 1938), figlia del colonnello Sir Robert Nigel Fitzhardinge Kingscote e nipote di Richard Curzon-Howe, I conte Howe. Ebbero tre figli:
- Lettice Joan Cholmondeley (23 maggio 1882-2 novembre 1946), sposò in prime nozze Cecil Pryce Harrison, non ebbero figli, e in seconde nozze Cecil William Shepard, non ebbero figli;
- George Cholmondeley, V marchese di Cholmondeley (19 maggio 1883-16 settembre 1968);
- George Hugo Cholmondeley (17 ottobre 1887-26 agosto 1958)[8], sposò in prime nozze Clare Elizabeth Taylor, ebbero una figlia, in seconde nozze Ina Marjorie Gwendolin Pelly, non ebbero figli, e in terze nozze Marjorie Nell Beckett, non ebbero figli.

## Ascendenza
|                                                    |                                   |                                  | Genitori                                          |  |  | Nonni |  |  | Bisnonni                                        |  |  | Trisnonni                            |  |
|                                                    |                                   |                                  |                                                   |  |  |       |  |  | George Cholmondeley, I marchese di Cholmondeley |  |  | George Cholmondeley, visconte Malpas |  |
|                                                    |                                   |                                  |                                                   |  |  |       |  |  | George Cholmondeley, I marchese di Cholmondeley |  |  | George Cholmondeley, visconte Malpas |  |
|                                                    |                                   | Hester Edwardes                  |                                                   |  |  |       |  |  | George Cholmondeley, I marchese di Cholmondeley |  |  |                                      |  |
| William Cholmondeley, III marchese di Cholmondeley |                                   |                                  |                                                   |  |  |       |  |  | George Cholmondeley, I marchese di Cholmondeley |  |  |                                      |  |
|                                                    |                                   | Lady Georgiana Charlotte Bertie  | Peregrine Bertie, III duca di Ancaster e Kesteven |  |  |       |  |  |                                                 |  |  |                                      |  |
|                                                    |                                   | Lady Georgiana Charlotte Bertie  | Peregrine Bertie, III duca di Ancaster e Kesteven |  |  |       |  |  |                                                 |  |  |                                      |  |
|                                                    |                                   | Lady Georgiana Charlotte Bertie  | Mary Panton                                       |  |  |       |  |  |                                                 |  |  |                                      |  |
| Charles Cholmondeley, visconte Malpas              |                                   | Lady Georgiana Charlotte Bertie  |                                                   |  |  |       |  |  |                                                 |  |  |                                      |  |
|                                                    |                                   | Charles Arbuthnot                | John Arbuthnot                                    |  |  |       |  |  |                                                 |  |  |                                      |  |
|                                                    |                                   | Charles Arbuthnot                | John Arbuthnot                                    |  |  |       |  |  |                                                 |  |  |                                      |  |
|                                                    |                                   | Charles Arbuthnot                | Anne Stone                                        |  |  |       |  |  |                                                 |  |  |                                      |  |
| Marcia Emma Georgiana Arbuthnot                    |                                   | Charles Arbuthnot                |                                                   |  |  |       |  |  |                                                 |  |  |                                      |  |
|                                                    |                                   | Marcia Clapcote-Lisle            | William Clapcott-Lisle                            |  |  |       |  |  |                                                 |  |  |                                      |  |
|                                                    |                                   | Marcia Clapcote-Lisle            | William Clapcott-Lisle                            |  |  |       |  |  |                                                 |  |  |                                      |  |
|                                                    |                                   | Marcia Clapcote-Lisle            | Hester Cholmondeley                               |  |  |       |  |  |                                                 |  |  |                                      |  |
| George Cholmondeley, IV marchese di Cholmondeley   |                                   | Marcia Clapcote-Lisle            |                                                   |  |  |       |  |  |                                                 |  |  |                                      |  |
|                                                    | Sir Henry Dashwood, III baronetto | Sir James Dashwood, II baronetto |                                                   |  |  |       |  |  |                                                 |  |  |                                      |  |
|                                                    | Sir Henry Dashwood, III baronetto | Sir James Dashwood, II baronetto |                                                   |  |  |       |  |  |                                                 |  |  |                                      |  |
|                                                    | Sir Henry Dashwood, III baronetto | Elizabeth Spencer                |                                                   |  |  |       |  |  |                                                 |  |  |                                      |  |
| Sir George Dashwood, IV baronetto                  | Sir Henry Dashwood, III baronetto |                                  |                                                   |  |  |       |  |  |                                                 |  |  |                                      |  |
|                                                    |                                   | Mary Helen Graham                | John Graham                                       |  |  |       |  |  |                                                 |  |  |                                      |  |
|                                                    |                                   | Mary Helen Graham                | John Graham                                       |  |  |       |  |  |                                                 |  |  |                                      |  |
|                                                    |                                   | Mary Helen Graham                | Helen Mayne                                       |  |  |       |  |  |                                                 |  |  |                                      |  |
| Susan Dashwood                                     |                                   | Mary Helen Graham                |                                                   |  |  |       |  |  |                                                 |  |  |                                      |  |
|                                                    |                                   | Sir William Rowley, II baronetto | Sir Joshua Rowley, I baronetto                    |  |  |       |  |  |                                                 |  |  |                                      |  |
|                                                    |                                   | Sir William Rowley, II baronetto | Sir Joshua Rowley, I baronetto                    |  |  |       |  |  |                                                 |  |  |                                      |  |
|                                                    |                                   | Sir William Rowley, II baronetto | Sarah Burton                                      |  |  |       |  |  |                                                 |  |  |                                      |  |
| Sarah Marianne Rowley                              |                                   | Sir William Rowley, II baronetto |                                                   |  |  |       |  |  |                                                 |  |  |                                      |  |
|                                                    |                                   | Susannah Edith Harland           | Sir Robert Harland, I baronetto                   |  |  |       |  |  |                                                 |  |  |                                      |  |
|                                                    |                                   | Susannah Edith Harland           | Sir Robert Harland, I baronetto                   |  |  |       |  |  |                                                 |  |  |                                      |  |
|                                                    |                                   | Susannah Edith Harland           | Susanna Reynold                                   |  |  |       |  |  |                                                 |  |  |                                      |  |
|                                                    |                                   | Susannah Edith Harland           |                                                   |  |  |       |  |  |                                                 |  |  |                                      |  |